# Ladyschyn
Ladyschyn (ukrainisch Ладижин; russisch Ладыжин Ladyschin) ist eine Stadt in der ukrainischen Oblast Winnyzja mit etwa 23.000 Einwohnern (2019).

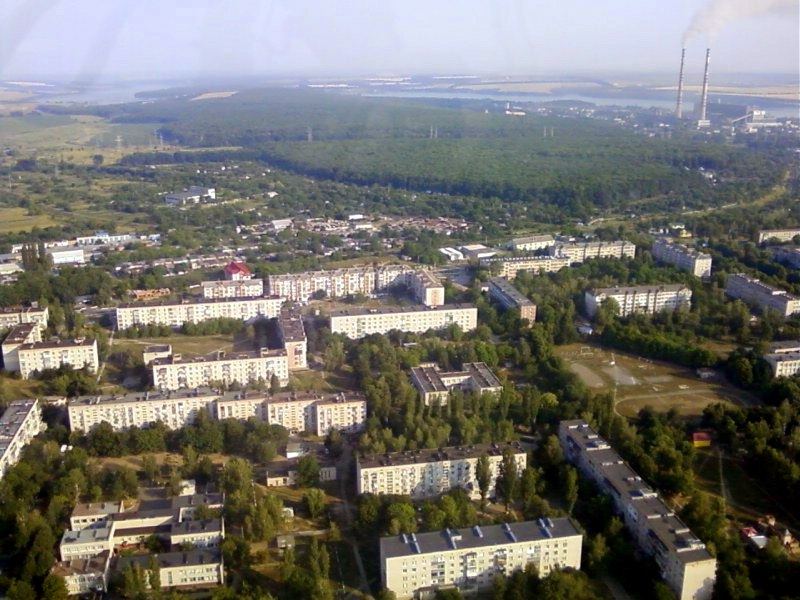
Luftbild von Ladyschyn

Bei der erstmals 1362 schriftlich erwähnten Stadt liegt der Ladyschyner Stausee. Er entstand durch den Bau des Wasserkraftwerks Ladyschyn, das den Südlichen Bug aufstaut. Am Ufer des Stausees befindet sich das Kohlekraftwerk Ladyschyn.

## Verwaltungsgliederung
Am 12. Juni 2020 wurde die Stadt zum Zentrum der neugegründeten Stadtgemeinde Ladyschyn (Ладижинська міська громада/Ladyschinska miska hromada). Zu dieser zählen auch die 3 in der untenstehenden Tabelle aufgelisteten Dörfer sowie die Ansiedlungen Hubnyk und Ruschyzke, bis dahin bildete sie zusammen mit dem Dorf Lukaschiwka und den Ansiedlungen Hubnyk und Ruschyzke die gleichnamige Stadtratsgemeinde Ladyschyn (Ладижинська міська рада/Ladyschinska miska rada) unter Oblastverwaltung im Norden des ihn umgebenden Rajons Trostjanez.
Am 17. Juli 2020 kam es im Zuge einer großen Rajonsreform zum Anschluss des Rajonsgebietes an den Rajon Hajssyn.
Folgende Orte sind neben dem Hauptort Ladyschyn Teil der Gemeinde:
| Name                     | Name       | Name                    |
| ukrainisch transkribiert | ukrainisch | russisch                |
| ------------------------ | ---------- | ----------------------- |
| Hubnyk                   | Губник     | Губник (Gubnik)         |
| Lukaschiwka              | Лукашівка  | Лукашовка (Lukaschowka) |
| Ruschyzke                | Ружицьке   | Ружицкое (Ruschizkoje)  |
| Saoserne                 | Заозерне   | Заозёрное (Saosjornoje) |
| Wassyliwka               | Василівка  | Василевка (Wassilewka)  |

## Söhne und Töchter der Stadt
- Alexander Rosenberg (* 1967), transnistrischer Politiker
- Hanna Nowossad (* 1990), Bildungsministerin der Ukraine